# Blainville-sur-l'Eau
Blainville-sur-l'Eau är en kommun i departementet Meurthe-et-Moselle i regionen Grand Est (tidigare regionen Lorraine) i nordöstra Frankrike. Kommunen ligger i kantonen Bayon som tillhör arrondissementet Lunéville. År 2022 hade Blainville-sur-l'Eau 3 885 invånare.

## Befolkningsutveckling
Antalet invånare i kommunen Blainville-sur-l'Eau
| Referens: INSEE |